# 狙擊手先進瞄準吊艙

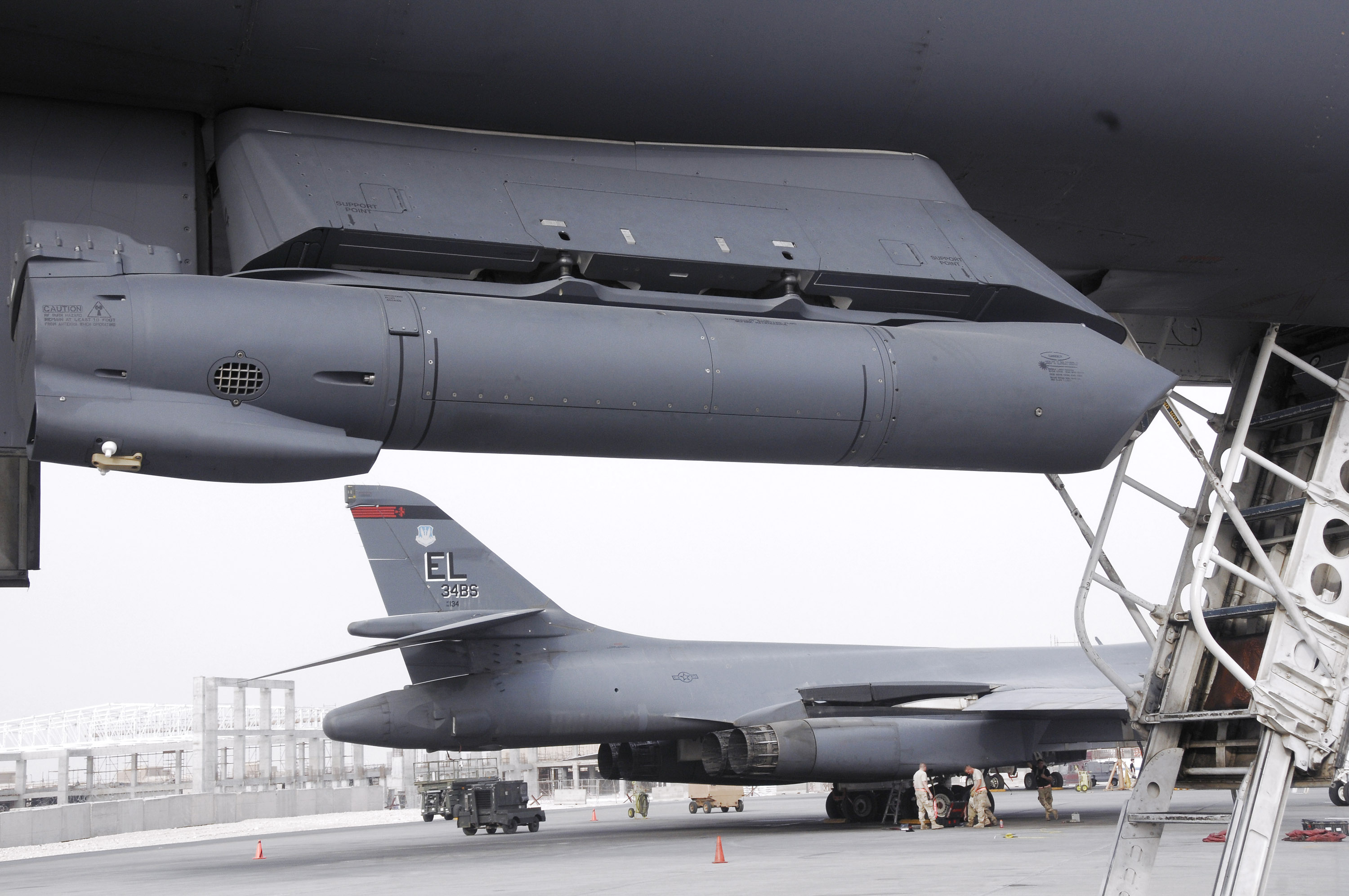
吊掛於B-1B槍騎兵戰略轟炸機機腹下的狙擊手先進標定莢艙。

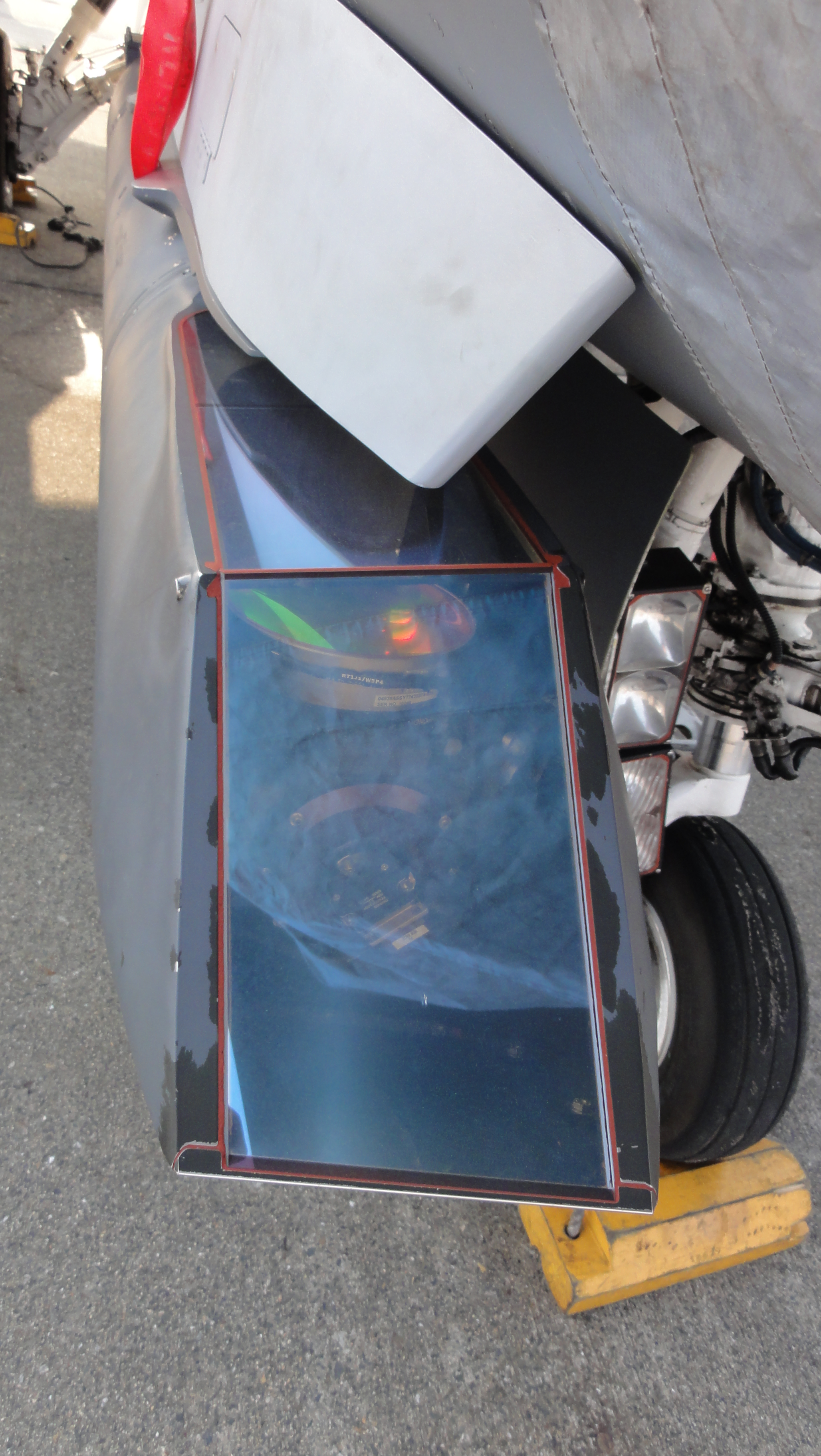
吊掛於F-16戰隼戰鬥機機腹下的狙擊手先進標定莢艙。

狙擊手先進標定莢艙(英語：Sniper Advanced Targeting Pod，簡稱Sniper ATP)，是洛克希德·馬丁為軍用飛機設計的標定莢艙，能夠提供主動目標識別、自主追蹤、GPS座標生成以及從遠距離進行精確武器導引，通用編號為AN/AAQ-33，目前加上美國空軍有超過27個國家的空軍裝備此莢艙，全球已交付超過1,500個標定莢艙，是當今使用最廣泛、經過實戰驗證的光電標定莢艙。

## 設計

### 任務功能
狙擊手先進標定莢艙安裝在單一輕型莢艙中，它可以處理陸地、海上與空中最具威脅性的目標進行精確標定與情報、監視和偵察（NTISR）空對空及空對地任務。

## 升級
狙擊手先進標定莢艙的開放式架構可輕鬆升級，洛克希德馬丁不斷投資，以確保它成為目前功能最強大的標定莢艙，最近的升級工作包括：
- 雙色雷射點追蹤
- Global Scope 軟體/進階情報、監視和偵察（NTISR）模式

## 使用
狙擊手先進標定莢艙的使用方式如下：
- 飛行員先將標定任務由火控雷達轉換給莢艙
- 使用莢艙對目標進行全方位標定
- 將獲取的目標數據資料傳給空對空飛彈、空對地飛彈與空用炸彈並進行整合
- 若目標位置符合所選武器的覆蓋範圍就可直接進行攻擊

## 可用軍機

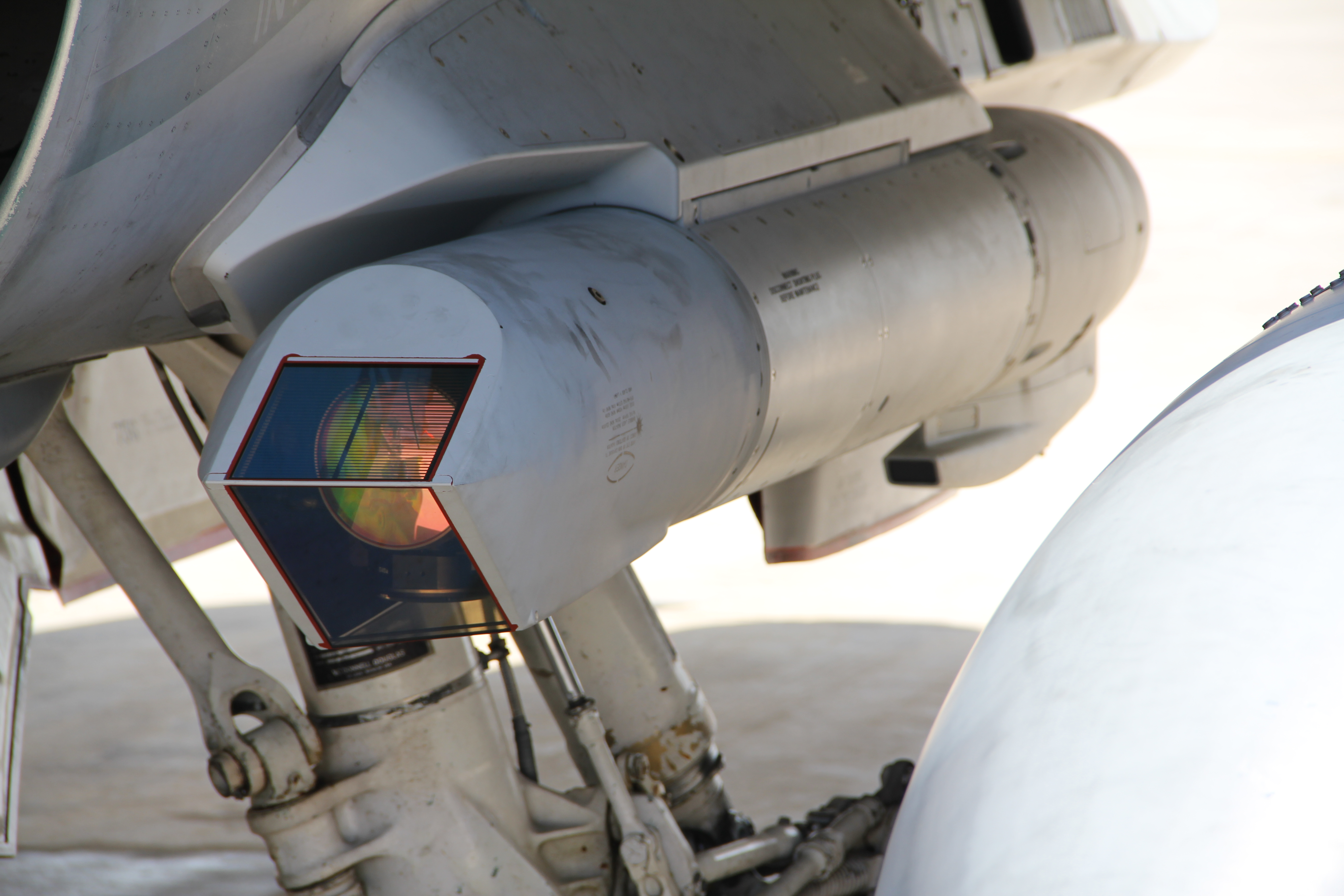
吊掛於CF-18大黃蜂式戰鬥機機腹下的狙擊手先進瞄準吊艙，已開啟精確瞄準模式。

### 戰鬥機
- F-15鷹式戰鬥機
- F-15J戰鬥機
- F-16戰隼戰鬥機
- CF-18大黃蜂式戰鬥機（英语：McDonnell Douglas CF-18 Hornet）
- F-2戰鬥機
- 英國航太鷂II式戰鬥機（英语：British Aerospace Harrier II）
- 颱風戰鬥機

### 戰鬥攻擊機
- F/A-18黃蜂式戰鬥攻擊機
- F/A-18E/F超級大黃蜂式打擊戰鬥機

### 戰鬥轟炸機
- F-15E打擊鷹式戰鬥轟炸機
- F-15EX鷹II式戰鬥轟炸機
- 龍捲風戰鬥轟炸機

### 攻擊機
- A-10雷霆二式攻擊機
- AV-8B獵鷹II式攻擊機

### 轟炸機
- B-52同溫層堡壘戰略轟炸機
- B-1槍騎兵戰略轟炸機

## 實戰

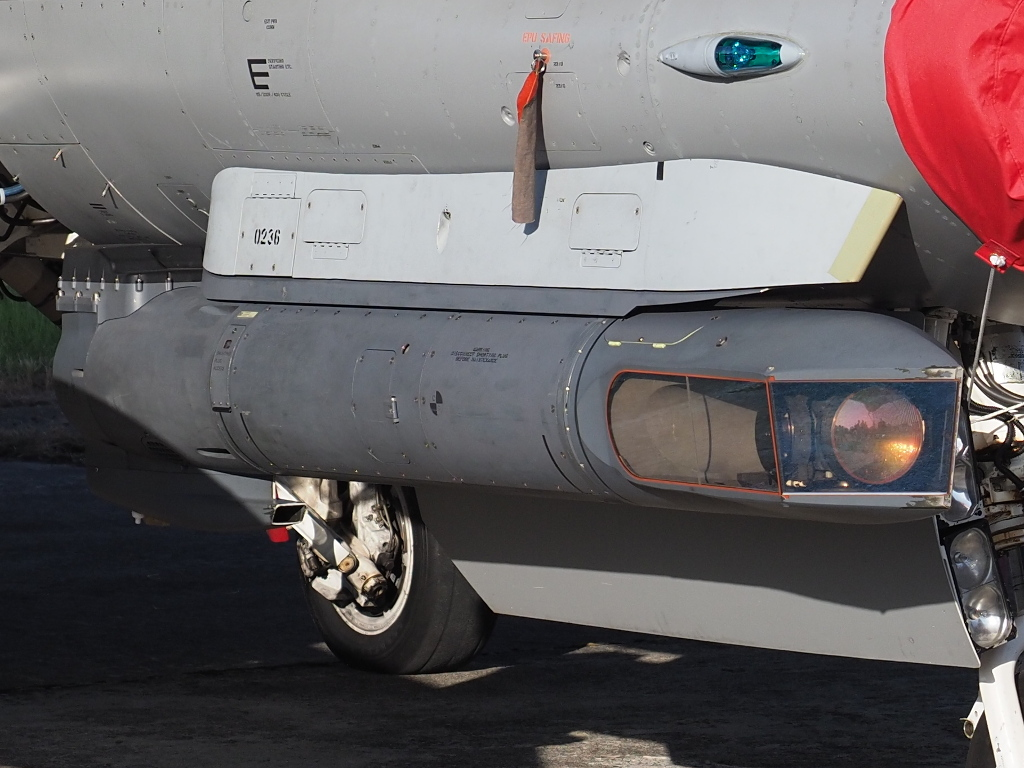
吊掛於F-16戰隼戰鬥機機腹下的狙擊手先進標定莢艙，已開啟情報、監視、目標獲得和偵察（NTISR）模式。

在2014年发生在阿富汗的一次致命空袭事件中，一架配备狙击手莢舱的 B-1B 轰炸机在交火中无法探测到美军士兵头盔上的红外频闪灯，导致五名美国士兵和一名阿富汗士兵死亡，这是阿富汗战争期间美军中最致命的友军误伤事件。
2024年5月23日，中國人民解放軍再度展開環台軍事演練，中華民國空軍的F-16戰機於警戒時使用狙擊手莢艙標定轟-6K轟炸機與殲-16戰鬥機。

## 使用國
比利时
- 比利時空軍[4]

 加拿大
- 加拿大皇家空軍[4]

 埃及
- 埃及空軍[5]

 希腊
- 希臘空軍

 大韓民國
- 大韓民國空軍[6]

 日本
- 日本航空自衛隊[7][8]

 中華民國
- 中華民國空軍[9]

 印度尼西亞
- 印度尼西亞空軍[10]

 马来西亚
- 馬來西亞皇家空軍[11]

 新加坡
- 新加坡空軍[12]

 泰國
- 泰國皇家空軍

 摩洛哥
- 摩洛哥皇家空軍[13]

 荷蘭
- 荷蘭皇家空軍

 挪威
- 挪威皇家空軍[4]

 阿曼
- 阿曼皇家空軍（英语：Royal Air Force of Oman）[4]

 巴基斯坦
- 巴基斯坦空軍[4]

 波蘭
- 波蘭空軍[4]

 羅馬尼亞
- 羅馬尼亞空軍[14]

 沙烏地阿拉伯
- 沙烏地阿拉伯皇家空軍[12]

 阿联酋
- 阿拉伯聯合大公國空軍（英语：United Arab Emirates Air Force）[15]

 约旦
- 約旦皇家空軍[16]

 伊拉克
- 伊拉克空軍[17]

 土耳其
- 土耳其空軍[18]

 英国
- 英國皇家空軍[4]

 美国
- 美國空軍[4]

### 備註
1. ↑  . Lockheed Martin.   [2024-06-03]. （原始内容存档于2024-05-28）.
2. ↑  . Washington Post. 2014-09-04  [2018-02-01]. （原始内容存档于2023-03-26）.
3. ↑  . 中央通訊社.   [2024-05-26]. （原始内容存档于2024-05-27）.
4. 1 2 3 4 5 6 7 8  . （原始内容存档于2007-05-17）.
5. ↑  . F-16.net.   [28 June 2022]. （原始内容存档于2024-05-26）.
6. ↑  . F-16.net.   [28 June 2022]. （原始内容存档于2024-05-20）.
7. ↑  . （原始内容存档于2013-09-27）.
8. ↑  Eric, Hehs. . CODE ONE. 2015-11-12  [2020-08-05]. （原始内容存档于2020-12-04）.
9. ↑  . 菱傳媒.   [2024-05-24]. 原始内容存档于2024-06-04.
10. ↑  Jakarta, U. S. Embassy. . U.S. Embassy & Consulates in Indonesia. 2017-04-21  [2022-11-18]. （原始内容存档于2023-12-07） （美国英语）.
11. ↑  . 自由時報電子報-軍武.   [2024-05-08]. 原始内容存档于2024-06-04.
12. 1 2  .   [2024-05-28]. （原始内容存档于2024-02-29）.
13. ↑  Cooper 2018，第IV頁
14. ↑  Cooper 2018，第III頁
15. ↑  .   [2024-05-28]. （原始内容存档于2014-11-29）.
16. ↑  Delalande, Arnaud. . Houston: Harpia Publishing. 2016: 22. ISBN 978-0-9854554-7-7.
17. ↑  . F-16.net.   [28 June 2022]. （原始内容存档于2024-02-27）.